# Kenan Evren
Ahmet Kenan Evren (Alaşehir, 17 luglio 1917 – Ankara, 9 maggio 2015) è stato un politico e generale turco.

## Biografia
Nel 1938 si diplomò alla scuola dell'esercito. Dal 1958 al 1959 prestò servizio nella Brigata turca in Corea. Nel 1964 fu promosso generale e  nel 1977 divenne capo di stato maggiore dell'esercito turco. Nel 1978 divenne capo di stato maggiore delle forze armate turche.
Gli anni che portarono al Colpo di Stato in Turchia del 1980 furono caratterizzati da una feroce lotta tra l'estrema destra e l'estrema sinistra. I militanti di sinistra, che speravano in una rivoluzione comunista, si scatenarono nelle strade; dall'altra parte, i militanti nazionalisti di destra respinsero i rivoluzionari di sinistra e provocarono un'eccitazione religiosa. Le università si sono schierate e sono diventate il quartier generale della sinistra o della destra. La situazione caotica creata dai gruppi di estrema sinistra e di estrema destra ha distrutto la sicurezza pubblica del Paese. Gruppi comunisti e neofascisti hanno cercato di tenere sotto il loro controllo anche le strade, picchiando o uccidendo chiunque non fosse dei loro. Infine, una manifestazione anti-secolarista organizzata dagli islamisti a Konya il 6 settembre 1980 è stata l'ultima goccia.

### Il golpe
Con il colpo di Stato del 12 settembre 1980, il Consiglio di Sicurezza Nazionale (Millî Güvenlik Kurulu, MGK) divenne l'organo di governo. Il Consiglio del 1980 era composto dal comandante delle forze armate Kenan Evren, dal Capo di Stato Maggiore e dal Presidente dello Stato. Il Parlamento fu sciolto. In un discorso tenuto a Muş nel 1984, a proposito dell'esecuzione di Erdal Eren, un militante comunista presunto diciassettenne ma secondo i documenti ufficiali nato nel 1961, accusato di aver ucciso un soldato turco, disse: "Ora, dopo averlo catturato, lo sottoporrò a un processo e poi non lo giustizierò, ma mi prenderò cura di lui per tutta la vita. Darò da mangiare a quel traditore che ha estratto una pistola a questi soldati che hanno versato il loro sangue per questa patria per anni. Siete d'accordo?!"

### Presidente della Repubblica
Kenan Evren è stato eletto Presidente della Repubblica turca il 7 novembre 1982 con l'approvazione del 91,37% dei voti alla nuova Costituzione sottoposta a un controverso referendum, in sostituzione di quella precedente che, secondo lui, aveva libertà troppo "lussuose" per la Turchia. Evren adottò misure forti per garantire che la divisione tra destra e sinistra politica non si trasformasse nuovamente in violenza; la nuova costituzione limitò i diritti e depoliticizzò i giovani. Il regime della sua giunta ha sottolineato l'importanza della pianificazione familiare e ha approvato leggi più liberali sull'aborto.
Le forze armate turche governarono di fatto il paese, prima che la democrazia fosse ripristinata con le elezioni generali turche del 1983.
In seguito alle elezioni presidenziali del 1989, gli successe Turgut Özal, politico riformista neoliberale e conservatore moderato degli anni Ottanta.
Dopo il pensionamento, si trasferisce nella località turistica turca di Armutalan, Marmaris, e si dedica alla pittura. Il 2 agosto 2006, un piano per assassinare Evren è stato sventato quando due uomini sono stati fermati e arrestati a Muğla.

### La condanna
Nel 2012 venne avviato un processo formale nei suoi confronti con l'accusa d'attentato alla Costituzione e di alto tradimento nei riguardi della Repubblica, conclusosi nel 2014 con una sua condanna all'ergastolo. Muore dopo un anno di prigionia.
Evren è morto in un ospedale militare di Ankara il 9 maggio 2015, all'età di 97 anni. Il 12 maggio è stato sepolto nel Cimitero di Stato turco di Ankara dopo il servizio funebre tenutosi nella Moschea Ahmet Hamdi Akseki. Ai funerali hanno partecipato i parenti più stretti e il personale militare. In segno di protesta, i partiti politici non hanno inviato alcun rappresentante al funerale dell'ex presidente. Alcune persone hanno protestato durante la funzione religiosa nel cortile della moschea.

## Vita privata
Nel 1944 sposò Sekine Kankotan (morta nel 1982). Ebbero un figlio morto infante e tre figlie, Şenay, Gülay e Miray Evren.